# Rhypholophus bifidarius
Rhypholophus bifidarius là một loài ruồi trong họ Limoniidae. Chúng phân bố ở miền Tân bắc.